# Gestión de residuos peligrosos
La gestión de residuos peligrosos comprende el conjunto de procedimientos de recogida, transporte y tratamiento final que sirven para gestionar el manejo de residuos que están clasificados internacionalmente o localmente como potencialmente peligrosos o muy peligrosos para la salud humana y el medio ambiente. Las autoridades competentes deben adoptar las medidas pertinentes para asegurar que esta gestión de residuos peligrosos se realiza sin poner en peligro la salud humana y sin dañar el medio ambiente, fomentando la prevención de residuos, la reutilización, el reciclaje, el aprovechamiento y el correcto tratamiento y/o disposición final.
El crecimiento de la actividad industrial ha multiplicado la generación de desechos clasificados como peligrosos para la salud humana y el medio ambiente.
Entonces se ha hecho necesario reglamentar y fiscalizar la gestión de este tipo de residuos que son tratados muy diferentemente a un residuo domiciliario o basura. y con eso evitamos la contaminación del suelo del aire. Y del agua

## ¿Cuándo un residuo se considera peligroso?
No todos los residuos son peligrosos ni presentan serios riesgos para la salud o el Medio Ambiente. Un residuo es tóxico o peligroso cuando presenta unas determinadas características de peligrosidad y, por tanto, es necesario someterlo a exigencias adicionales de control para evitar que pueda provocar daños a la salud o al medio ambiente, durante su producción y gestión.
Las características que debe tener un residuo para ser considerado tóxico o peligroso pueden ser una o varias de las siguientes:
- Explosivo
- Oxidante
- Fácilmente inflamable

- Inflamable
- Irritante
- Nocivo
- Tóxico
- Cancerígeno
- Corrosivo
- Infeccioso
- Tóxico para la reproducción
- Mutagénico
- Residuos que emiten gases tóxicos al entrar en contacto con el aire, el agua o algún ácido
- Sensibilizante
- Ecotóxico
- Residuos susceptibles de producir residuos con alguna característica anterior

## Clasificación de los Residuos peligrosos
- Residuo tóxico: es aquel residuo que puede causar daño a la salud humana y al ambiente.
- Residuo crónico: su efecto pernicioso en la salud humana y medio ambiental es de carácter permanente.
- Residuo inflamable: es un residuo que puede generar incendios o siniestros.
- Residuo corrosivo : es un residuo cuyo contacto físico causa quemaduras o erosiones y que puede dañar gravemente el medio ambiente.
- Residuo reactivo : es un residuo cuya característica química lo hace inestable ante variaciones de su entorno.
- Residuo radioactivo: es una clase especial de residuos producto de plantas de generación nuclear, aparatos usados en hospitales, o de medición éspecíficos, que usan radioisótopos o bien producto de un proceso de fabricación de armas nucleares o centrales nucleares. Este tipo de residuos fue el que provocó la catástrofe de Chernóbil.
- Residuo infeccioso: Residuo que contiene agentes patógenos como bacterias, parásitos, virus, ricketsias y hongos, con suficiente virulencia y concentración como para causar enfermedades en los seres humanos o en los animales.

## Planificación de la gestión
El Ingeniero Ambiental debe planificar la gestión de estos residuos privilegiando la sustitución en su origen, la minimización de los efectos y si es posible inertizarlos, también hay que explorar el reciclaje si fuese posible intentando reducir el grado de peligrosidad.
La gestión incluye una descripción de actividades en un diagrama de flujo de procesos y un análisis de balance de masas.
Luego hay que clasificar e idear alternativas de minimización en su origen.
Posteriormente hay que detallar los procedimientos de transporte, embalaje y almacenamiento.
Hay que confeccionar las Hojas de Datos de Seguridad y definir los equipos, rutas y planes de contingencia para llevarlos a su destino final.
Hay que confeccionar una serie de documentos de trazabilidad para estos casos, dejando constancia histórica lote por lote.
Los residuos peligrosos no pueden ser importados desde un país a otro para su tratamiento y disposición final.

## Gestión de residuos peligrosos en España
La gestión de estos residuos en España está regulada mediante varias normativas, destacando la Ley 22/2011, de 28 de julio, de residuos y suelos contaminados.
La gestión estos residuos tiene las siguientes fases:
1. Almacenamiento
2. Etiquetado
3. Transporte
4. Operaciones de tratamiento, eliminación o valorización

Almacenamiento:
El productor o gestor de residuos peligrosos estará obligado a mantener los residuos almacenados en condiciones adecuadas de higiene y seguridad.
La duración máxima del almacenamiento será de seis meses.
Mezclar o diluir los residuos peligrosos con otros residuos peligrosos o no, está prohibido.
Envasado:
Debe realizarse siguiendo las normas que le son de aplicación recogidas en el Real Decreto 833/88 sobre residuos tóxicos y peligrosos. 
Estos envases deben asegurar el contenido y evitar derrames o fugas, además de estar construidos con materiales que no puedan ser atacados por el contenido (por ejemplo, al contener ácidos).

Los envases y sus cierres serán sólidos y resistentes para responder con seguridad a las manipulaciones necesarias y se mantendrán en buenas condiciones, sin defectos estructurales y si fugas aparentes.